# Odenslund
Den här sidan handlar om stadsdelen i Östersund. För platsen i Uppsala, se Odinslund.
Odenslund är en stadsdel i Östersund.

## Geografi
Odenslund avgränsas i norr av stadsdelarna Staden och Karlslund i form av vägarna Gränsgatan och Stuguvägen. I nordöst av Körfältet genom Tegelbruksvägen. I öster av Odenskog genom Krondikesvägen, Fagerbacken, Hyggesvägen och Tegelbruksvägen. I sydväst är begränsningslinjen Söder genom Brunflovägen. Stadsdelen är, liksom stora delar av Östersund, relativt kuperad.

### Kvarter och bostadsområden
- Björktrasten
- Blomängen
- Brudsporren
- Flädern
- Grönkullan
- Gullvivan
- Klövern
- Korallroten och Knäroten
- Korallroten
- Majsen
- Marielund
- Nejlikan
- Skogsfrun
- Stormhatten
- Tvåbladet
- Valhall

## Historia
Odenslund var från början beläget i Brunflo socken och ingick efter kommunreformen 1862 i Brunflo landskommun. I denna inrättades för orten 10 februari 1899 Odenslunds municipalsamhälle.
Bebyggandet av Odenslundsområdet började i slutet av 1870-talet, då häradshövding Rosén och ingenjör Cassberg byggde varsin gård (Brunflovägen 1 och 3). År 1887 fick samhället sitt namn.
Änge gård på vars marker Odenslund kom att växa fram hade anlagts på 1840-talet av handlaren Nils Wikström, som lät inrätta ett brännvinsbränneri här. Efter flera ägobyten blev Inga Löwenadler ägare till gården, och anlade på 1880-talet ett tegelbruk här. Tegelbruket övertogs senare av Brunflo landskommun som drev det till början av 1890-talet, innan det lades ned för att ersättas av Odenslunds folkskola. Hem för arbetare vid bränneri och tegelbruk växte upp runt hela Odenslund, blandat med hem för järnvägsarbetare, senare kombinerat med alltfler egnahem.
Frågan om Odenslunds inkorporering i Östersund började redan på 1890- talet då man såg det olämpliga i att två tätorter växte upp sida vid sida utan någon samordning. Till skillnad från stadsdelarna på Frösön, vars bebyggelse som växte upp efter en uppgjord plan, växte Odenslund efter godtyckliga tomtuppdelningar utan att samhället förvärvat gator eller vägar. Slutligen upprättades det en stadsplan för Odenslund år 1911. Municipalsamhället upplöstes med utgången av 1917. Orten ingick från 1918 i Östersunds stad och sedan 1971 i Östersunds kommun. 

### Idrottsanlägningar
- Odenvallens IP - Var hemmaarena för Östersunds Bandysällskap (ÖBS). På idrottsplatsen fanns även en ishockeyrink, tennisbanor, fotbollsplan (blev plan för bandy på vintern). Idrottsplatsen låg i korsningen Brunflovägen Krondikesvägen.

## Befolkningsutveckling
| Befolkningsutvecklingen i Odenslund 1900–1900 | Befolkningsutvecklingen i Odenslund 1900–1900 | Befolkningsutvecklingen i Odenslund 1900–1900 | Befolkningsutvecklingen i Odenslund 1900–1900 | Befolkningsutvecklingen i Odenslund 1900–1900 |
| --------------------------------------------- | --------------------------------------------- | --------------------------------------------- | --------------------------------------------- | --------------------------------------------- |
|                                               |                                               |                                               |                                               |                                               |
| År                                            |                                               |                                               | Folkmängd                                     |                                               |
| 1900                                          | 1900                                          |                                               | 714                                           | †                                             |
| † Befolkning runt ett municipalsamhälle 1900. |                                               |                                               |                                               |                                               |

## Gator och parker
Skolgatan är en av Odenslunds gator,  med en handfull butiker. 

### Tegelplan
Tegelplan är ett av Odenslunds torg och centrum i bostadsområdet Blomängen. Platsen korsas av Tegelbruksvägen och Norra samt Södra Torlandsgatan. På Tegelplan finns affärer, ett kafé och annan typisk centrumverksamhet.

### Parker
I Odenslund finns flera parker:
- Fridgårdsparken – ligger mellan Stuguvägen och Krondikesvägen.
- Torlandsparken – ligger mellan Krondikesvägen, Odensalagatan, Mariavägen och Ängegatan.
- Olssons Kulle – ligger mellan Odensalagatan, Skolgatan, Linnégatan och Övre Katrinelundsvägen.
- Katrinelundsparken – ligger mellan Brunflovägen, Nedre Vattugatan och Allégatan.

## Skolor
- Odenslundsskolan
- Parkskolan

## Kända Odenslundsbor
Från Odenslund kommer flera kända svenskar. Födda och uppvuxna här är bland annat komikern och skådespelaren Mikael Tornving som bodde på Skolgatan.